# Bommel (Textilien)

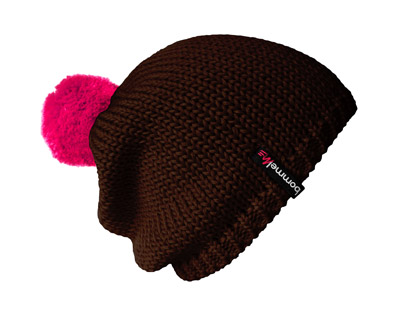
Pudelmütze mit rotem Bommel

Als die oder der Bommel bezeichnet man ein meist aus Wolle, Stoffsträngen und/oder Federn gefertigtes Posament, das heute überwiegend als Kleiderschmuck dient. Andere, meist regionale Bezeichnungen sind Bolle, Boppel und/oder Pompon (aus dem Französischen). Ein Bommel ist für gewöhnlich kugelrund, bei einer langgestreckten, pinselartigen Form spricht man von einer Quaste oder Troddel.

## Verwendung
Der Begriff „Bommel“ ist mindestens seit Anfang des 19. Jahrhunderts belegt, so erscheint er bereits 1807 im Wörterbuch der deutschen Sprache von Joachim Heinrich Campe. Bommeln als Kleiderornament kamen erstmals beim Militär auf. In vielen Ländern Europas (vor allem in Frankreich) hatten Soldaten Bommeln auf ihren Kopfbedeckungen. In der französischen Armee zeigten Farbe und Form der Pompons, zu welcher Truppengattung ein Soldat gehörte. Noch heute tragen französische Soldaten einen roten Pompon auf ihren weißen Mützen. Ebenfalls sehr bekannt sind die Bommeln an den Bonnets der schottischen Tracht. In Schottland heißen sie Toorie.
In der Marine hatte der Bommel zudem noch eine praktische Funktion: Da die Räume unter Deck damals noch sehr niedrig waren, fungierte ein Bommel als eine Art Stoßdämpfer, der die Köpfe der Seeleute schützen sollte. Da die Räume in Schiffen heutzutage deutlich höher sind, ist ein Bommel mittlerweile nicht mehr notwendig. Die Tradition aber ist geblieben. Moderne Bommeln dienen heute überwiegend zur Zierde, können aber auch als Handgriff an Mützen (besonders Pudelmützen) oder Reißverschlüssen angebracht werden. Als modisches Accessoire vermittelt die Bommel je nach Form und Verwendung eher originelle, rustikale oder trachtenähnliche Eindrücke. Ausgeprägte Anwendung durch ihre Vielzahl finden sie zum Beispiel am Bollenhut.
Einige traditionelle Kleidungsstücke werden mit vielen kleinen Bommeln oder Quasten versehen. In Trachten sind kleine Bommeln oft in großer Zahl an Tüchern befestigt, die auf dem Kopf getragen oder um den Oberkörper gehängt werden. Das mediterrane Mandili zum Beispiel ist ein schwarzes, geklöppeltes Kopftuch, das von Frauen, meist Witwen, getragen wird. Die Bommeln und Quasten symbolisieren die Tränen der Frau, wobei für jeden in der Großfamilie verstorbenen Verwandten neue angenäht werden. Auch in der Kostümwelt sind Bommeln als Zierde verbreitet und beliebt, so zum Beispiel besonders an Clownskostümen.

## Herstellung
Eine Bommel kann in Handarbeit verschiedenartig hergestellt werden und hat in ihrem Kern meist einen Knoten, der aus vielen Fäden gebildet wird oder diese zusammenhält, die dann als Fransen heraushängen. Soll die Oberfläche der Bommel vollständig mit Fransen bedeckt sein, werden oft zusätzliche Fäden angenäht oder in den Knoten gestochen.